# Doryodes monosticta
Doryodes monosticta är en fjärilsart som beskrevs av Jones 1908. Doryodes monosticta ingår i släktet Doryodes och familjen nattflyn. Inga underarter finns listade i Catalogue of Life.